# Тавріка (бібліотека)
«Тавріка» — наукова історико-краєзнавча бібліотека, заснована 1881 року в Сімферополі, за радянської влади стала відділом Кримського краєзнавчого музею. Бібліотека в 1971 році налічувала понад 30 000 томів з історії минулого і сучасного Криму, у тому числі багато рідкісних видань.